# Chesias gelatella
Chesias gelatella là một loài bướm đêm trong họ Geometridae.